# Beckedorf (Südheide)

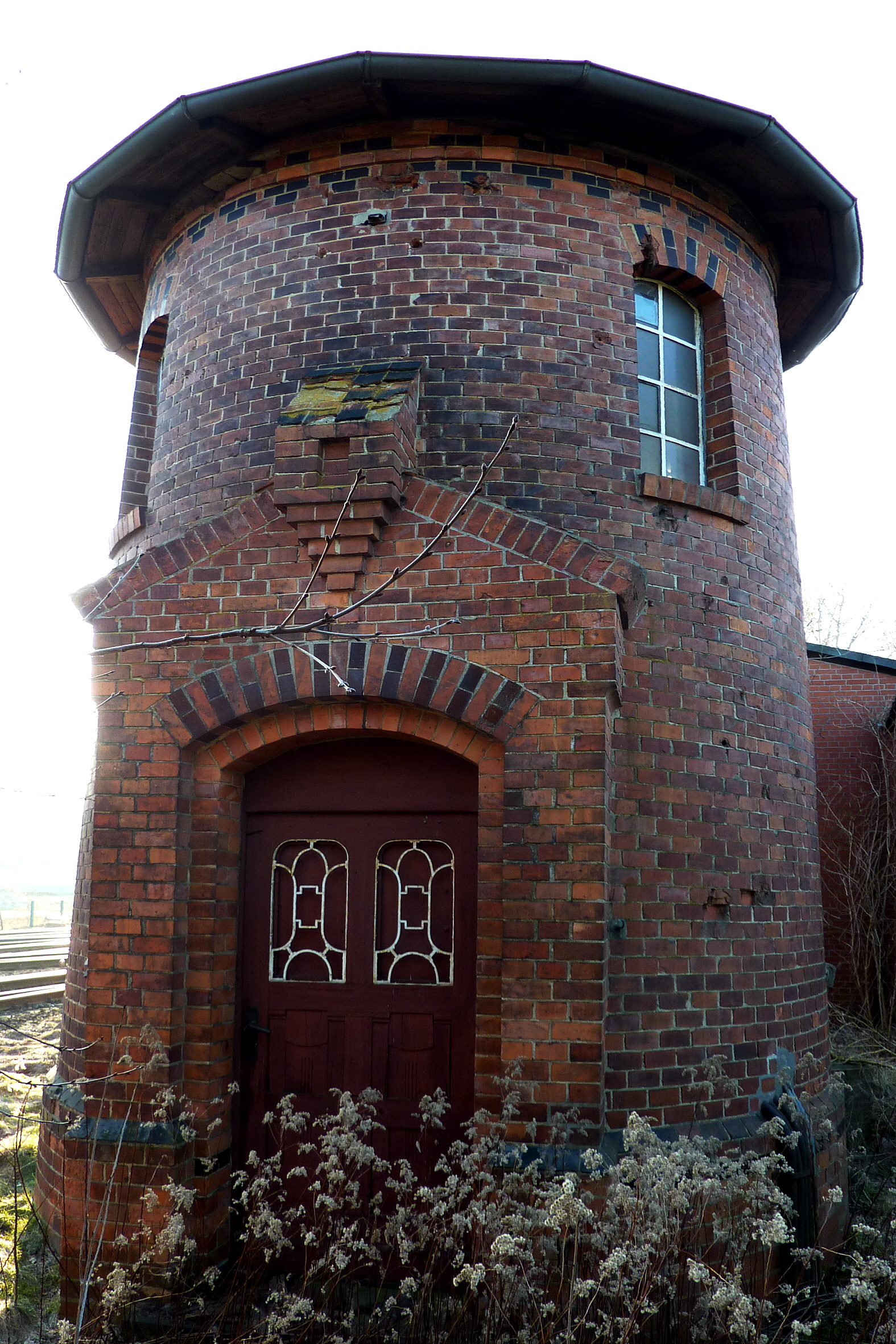
Alter Wasserturm

Beckedorf ist eine zur Gemeinde Südheide gehörende Ortschaft im nördlichen Landkreis Celle. Sie liegt am westlichen Rand des Naturparks Südheide, in der Lüneburger Heide, rund einen Kilometer südwestlich vom Kernort Hermannsburg, und hat derzeit etwa 610 Einwohner. Der Name Beckedorf bedeutet „Dorf an der Beke“ (am Bach). In alten Aufzeichnungen findet man als Dorfnamen auch Beketorpe, Bekendorpe oder Beckedorp.

## Geschichte
Nordwestlich von Beckedorf, auf dem Lührsberg, einer 77 m über NN hohen und etwa 500 m breiten Erhebung, wurde 1936 von Hans Piesker, einem Archäologen aus Hermannsburg, eine Siedlung der Trichterbecherkultur (ca. 4200–2800 v. Chr.) entdeckt. Von der ursprünglich 30.000 Quadratmeter großen Siedlung konnten zahlreiche Pfosten- und Siedlungsgruben, aber auch mehrere Hausgrundrisse freigelegt werden. Die Häuser hatten eine Länge von knapp sechs Metern und waren zwischen 0,80 Meter und 1,40 Meter in den Boden eingegraben. Sie hatten mit Lehm beworfene Flechtwände. Daneben wurden Pfeilspitzen, Schaber, eine Speerspitze und Bruchstücke von Beilen aus Feuersteinen gefunden und Gefäßscherben ausgegraben. Durch den Fund von Spinnwirteln konnte nachgewiesen werden, dass hier auch Wolle oder pflanzliche Fasern verarbeitet wurden.
Auch die anderen zum Teil noch erhaltenen Hünengräber der Umgebung, die Hügelgräber bei Wohlde, das Grabhügelfeld von Bonstorf und das Großsteingrab bei Dohnsen aus der Jungsteinzeit, bezeugen, dass es hier bereits vor und zur Bronzezeit eine Besiedelung gab.
Aus dem Jahre 1235 findet sich die erste schriftliche Erwähnung Beckedorfs, in einer Urkunde, die sich im Archiv des Klosters Walsrode befindet. Hier wird erwähnt, dass Graf Siegfried von Osterburg dem Kloster einige Häuser übergab, die bisher der nun verstorbene Ritter Dietrich von Beckedorpe zu Lehen hatte.

Funde bei Beckedorf, aus der Älteren Bronzezeit
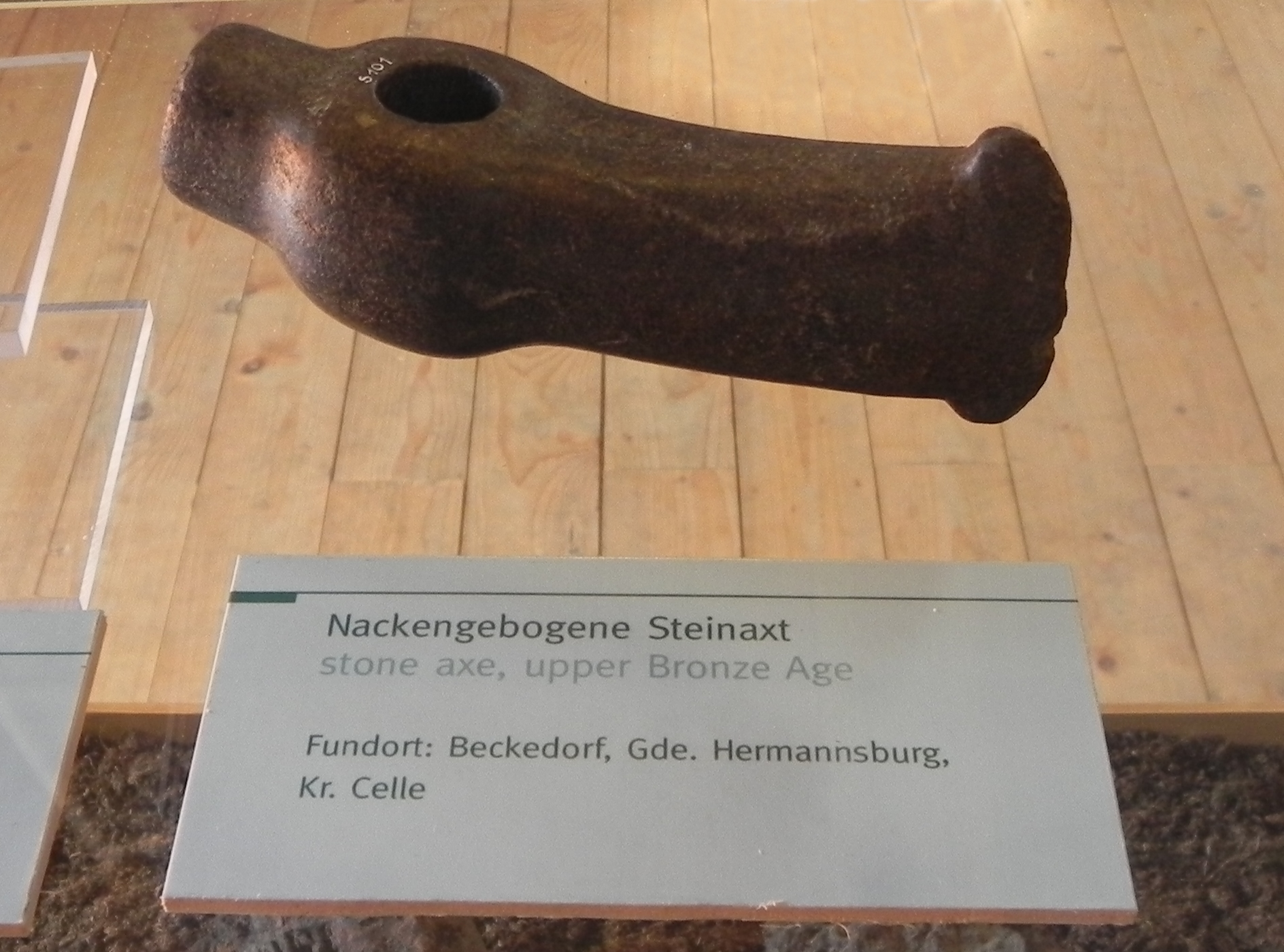
Nackengebogene Steinaxt, da Bronze sehr wertvoll war, wurden die Geräte oft aus Stein nachgebaut
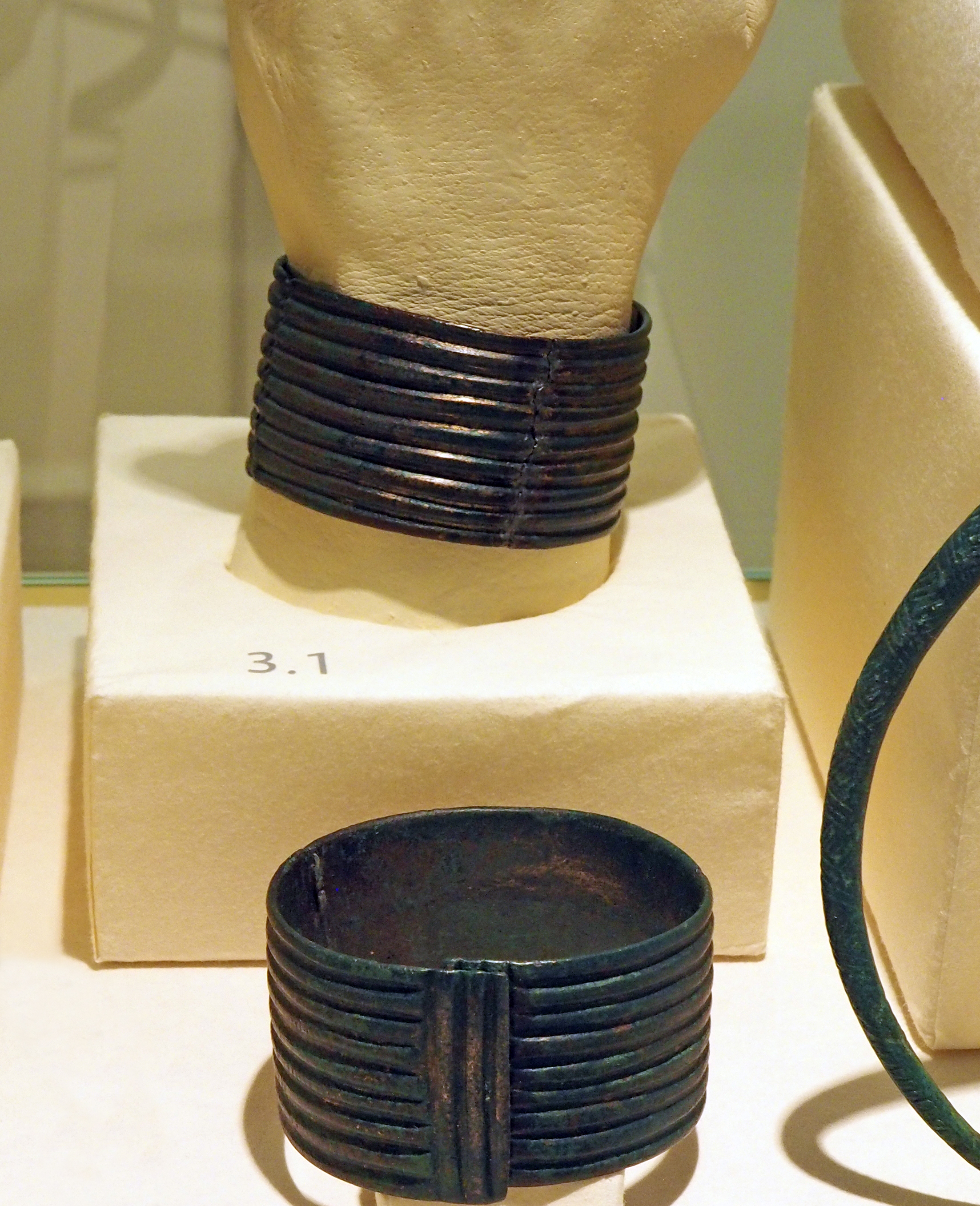
Armschmuck aus einer Bestattung in einem Grabhügel
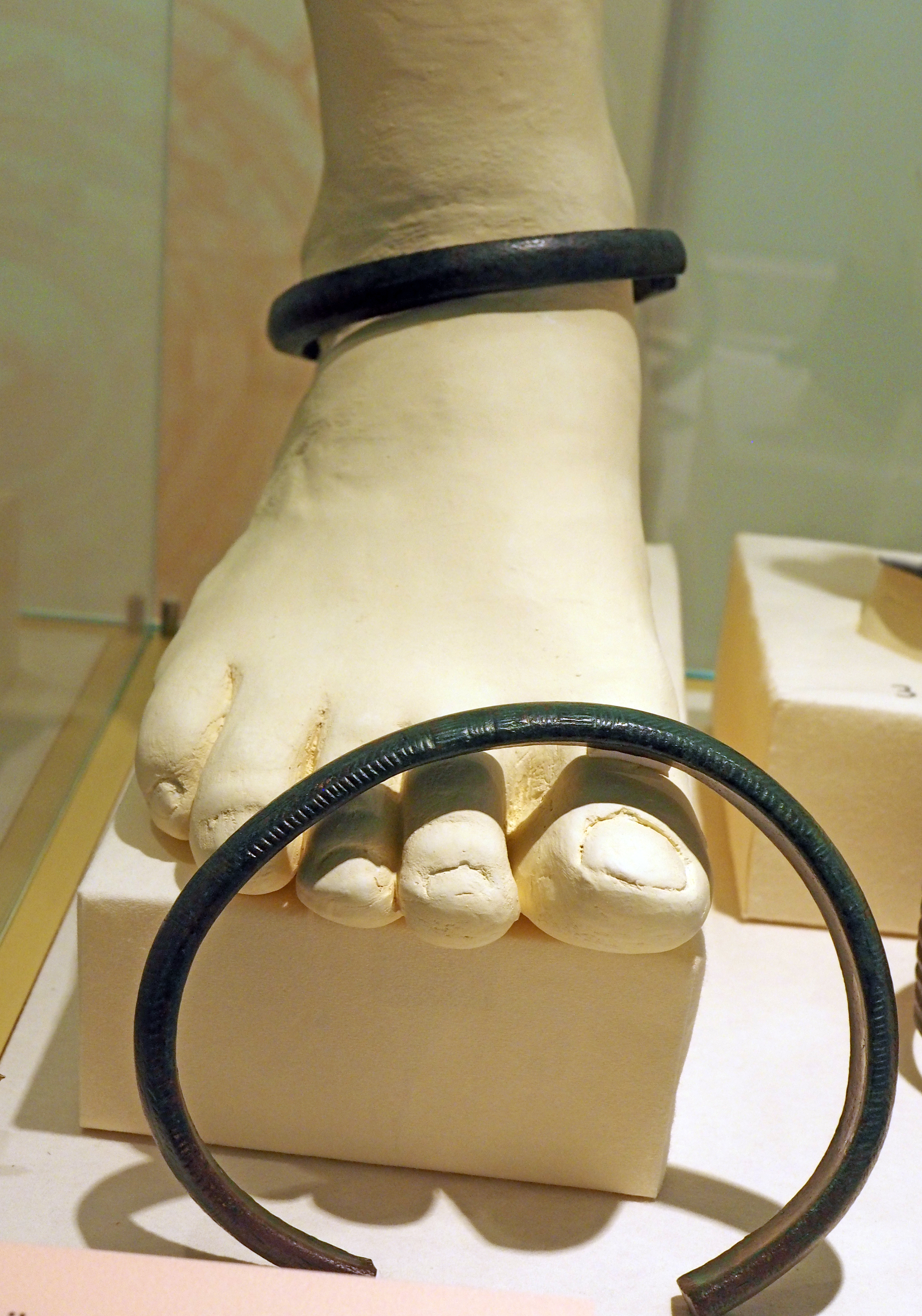
Beinschmuck aus einer Bestattung in einem Grabhügel
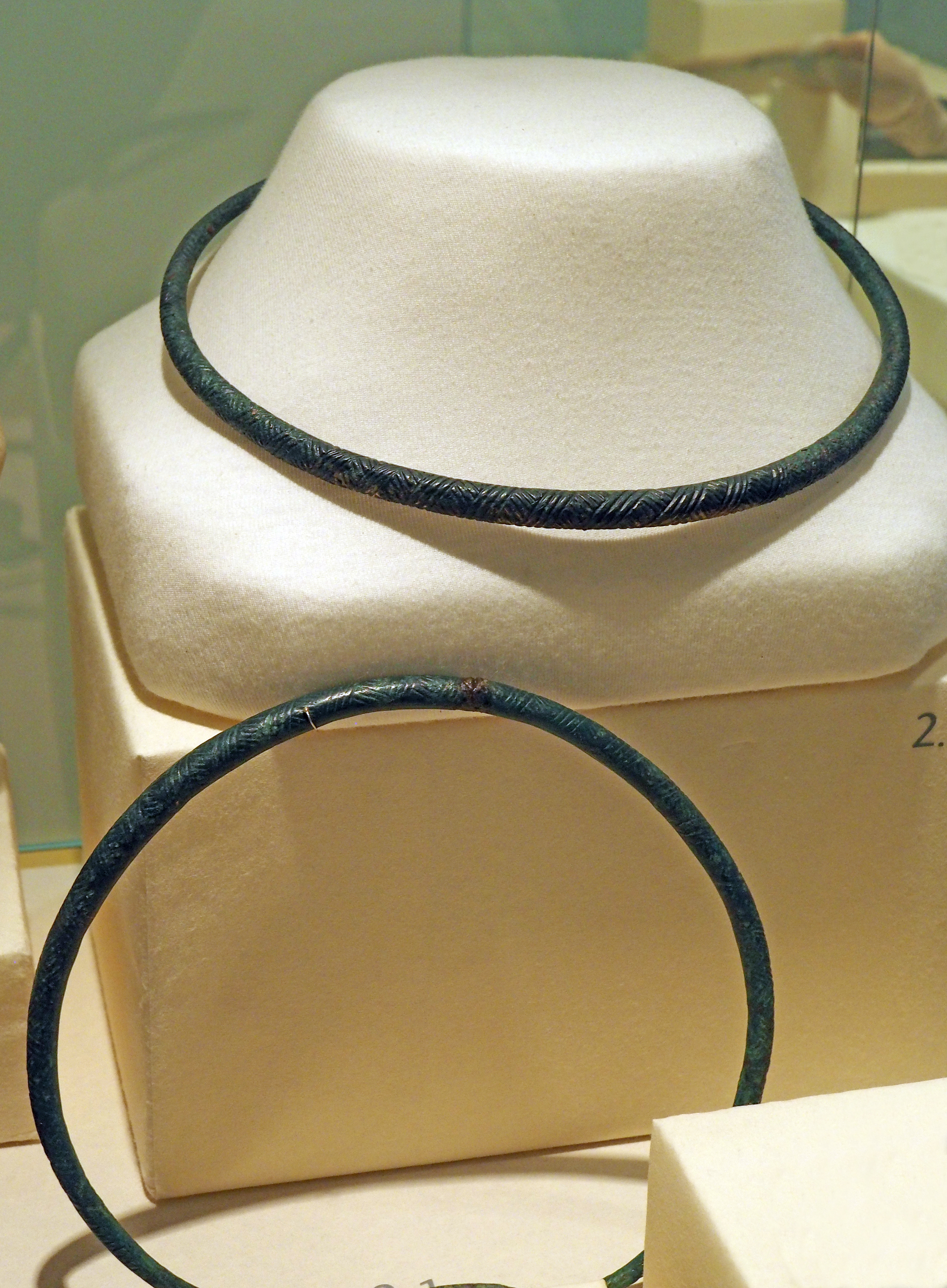
Zwei Halsringe
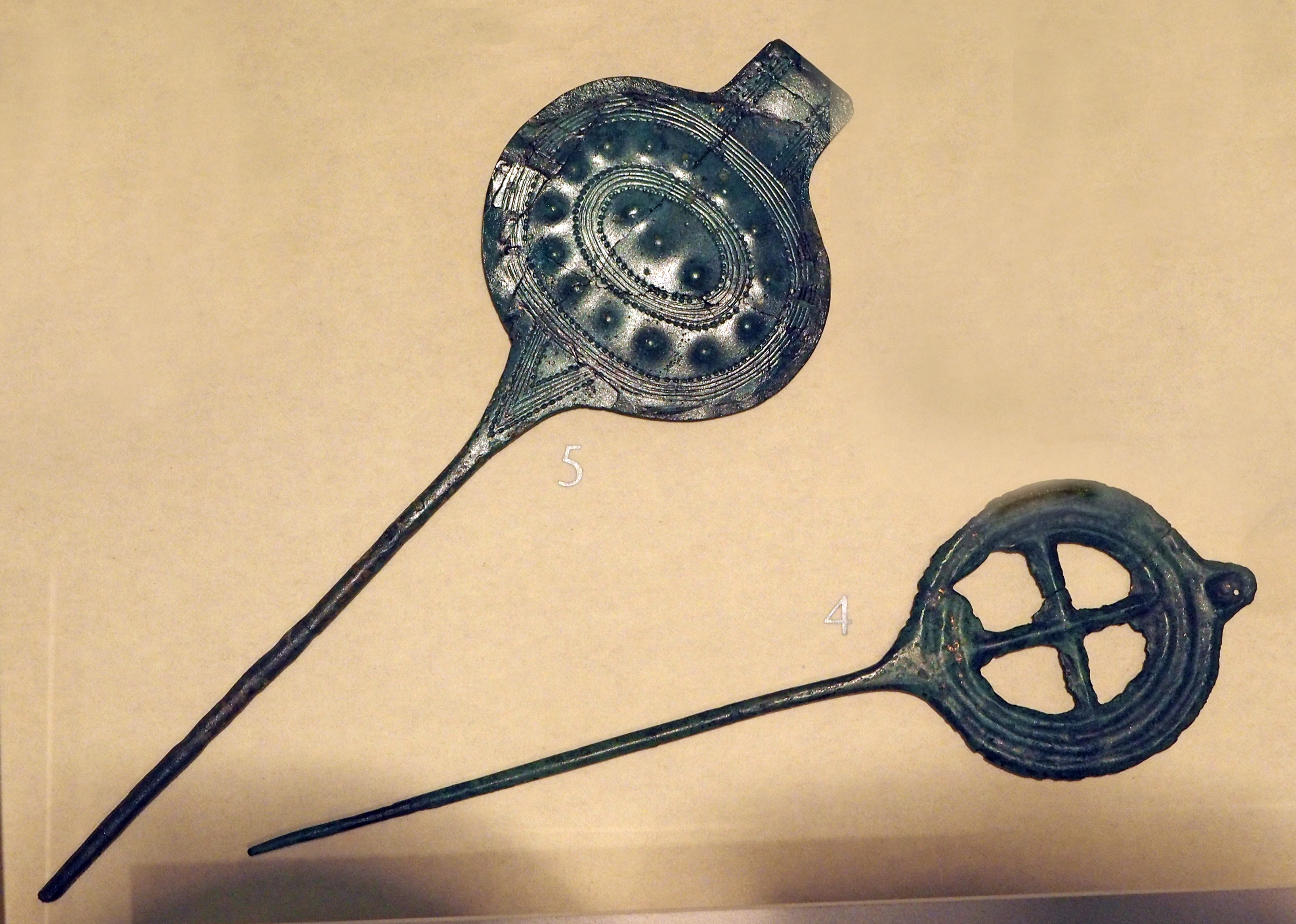
Gewandnadeln: Radnadel rechts, Scheibennadel aus Wardböhmen links

### Unglück am Osterfeuer
Traurige Bekanntheit erlangte die Ortschaft, als es während des Osterfeuers am Karsamstag dem 30. März 2024, auf dem Grillplatz Beckedorf zu einem tödlichen Unglück kam. Hierbei stürzte ein inmitten des Osterfeuers aufgestellter mehrere Meter hoher Baumstamm unkontrolliert auf die umstehende Menschenmenge. Der Stamm traf mehrere Personen, die sich in der Nähe des Feuers aufhielten. Durch das Unglück wurden mehrere Personen schwer verletzt.
Eine Frau verstarb infolge ihrer Verletzungen im Krankenhaus. Die Beckedorfer Dorfjugend war der Veranstalter des Osterfeuers.

## Politik
Am 1. Januar 1973 wurde Beckedorf im Zuge der niedersächsischen Gebiets- und Verwaltungsreform Teil der Gemeinde Hermannsburg.
Mit der Fusion von Hermannsburg mit der Nachbargemeinde Unterlüß zum 1. Januar 2015 wurde Beckedorf eine Ortschaft der Gemeinde Südheide.

### Ortsrat
Der Ortsrat von Beckedorf besteht aus fünf Ortsratsmitgliedern. Bei der Kommunalwahl 2021 ergab sich folgende Sitzverteilung:
- Wählergruppe Beckedorf: 5 Sitze

### Ortsbürgermeister
Ortsbürgermeister ist Henrik Lange.

## Wirtschaft und Verkehr

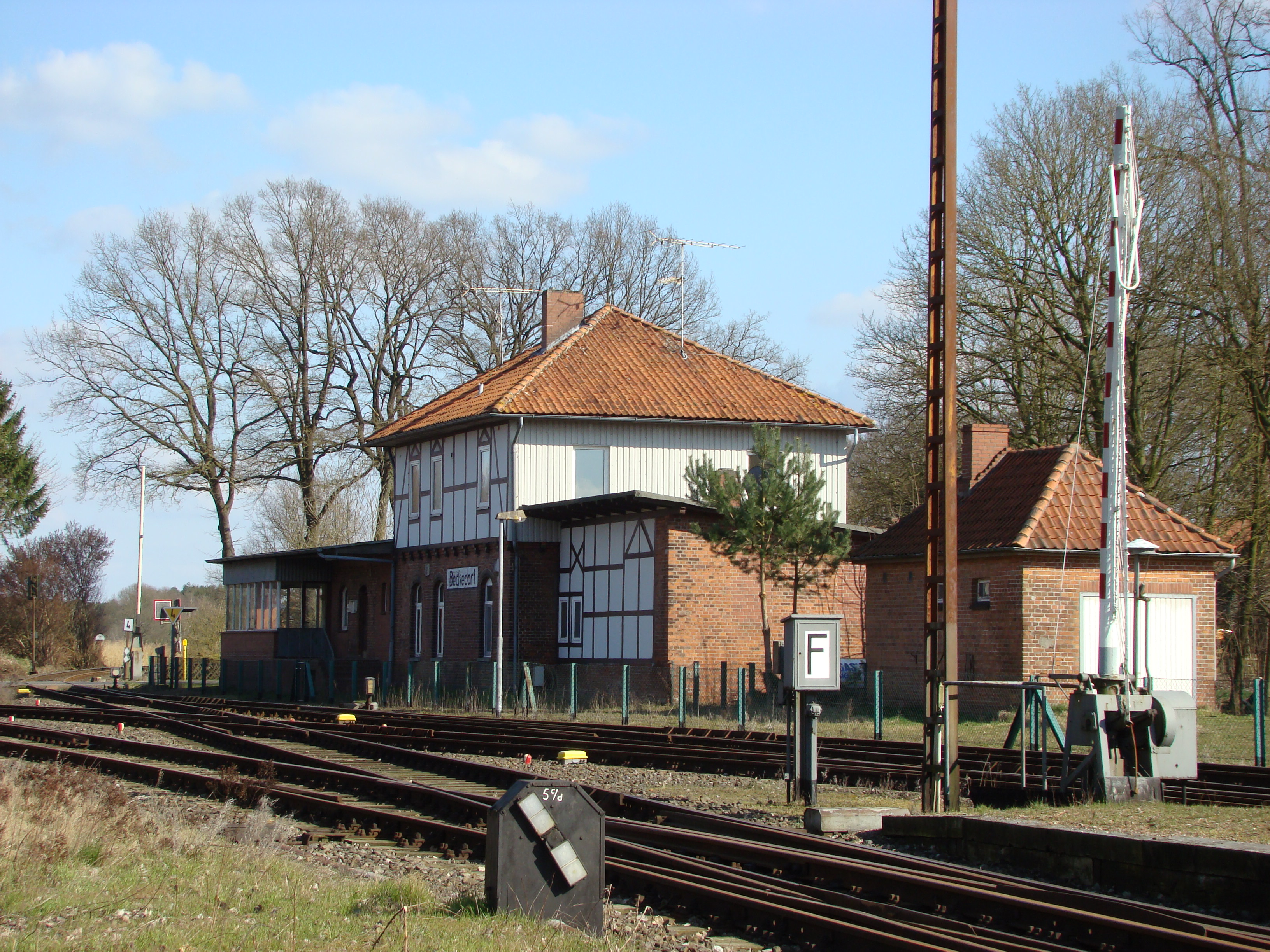
Bahnhof in Beckedorf

Der Ort wurde durch die Eisenbahn geprägt. Die Bahnstrecke Celle–Soltau führt durch den Ort und die Strecke nach Munster zweigt in Beckedorf ab. Der Personenverkehr auf den Strecken wurde 1970 teilweise und ab 1976 ganz eingestellt, der Güterverkehr verläuft stark eingeschränkt weiter. Die Strecke nach Munster wird in erster Linie für den Militärverkehr zum Truppenübungsplatz Munster und die Strecke nach Soltau für den Transport zum Truppenübungsplatz Bergen genutzt.
Heute finden wir in Beckedorf mehrere landwirtschaftliche Betriebe. Auf einigen stehen noch Treppenspeicher aus dem 19. Jahrhundert. Auch ein Häuslingshaus ist teilweise im alten Zustand erhalten. Als „Häuslinge“ wurden Landarbeiter bezeichnet, die auf dem Bauernhof ihren Dienst taten und dafür gegen geringe Miete, oder zum Teil auch mietfrei, in dem Haus wohnen durften.
Durch den Ort fließt der 6,7 km lange Hasselbach, der nordwestlich von Dohnsen entspringt und nördlich von Oldendorf in die Örtze mündet.

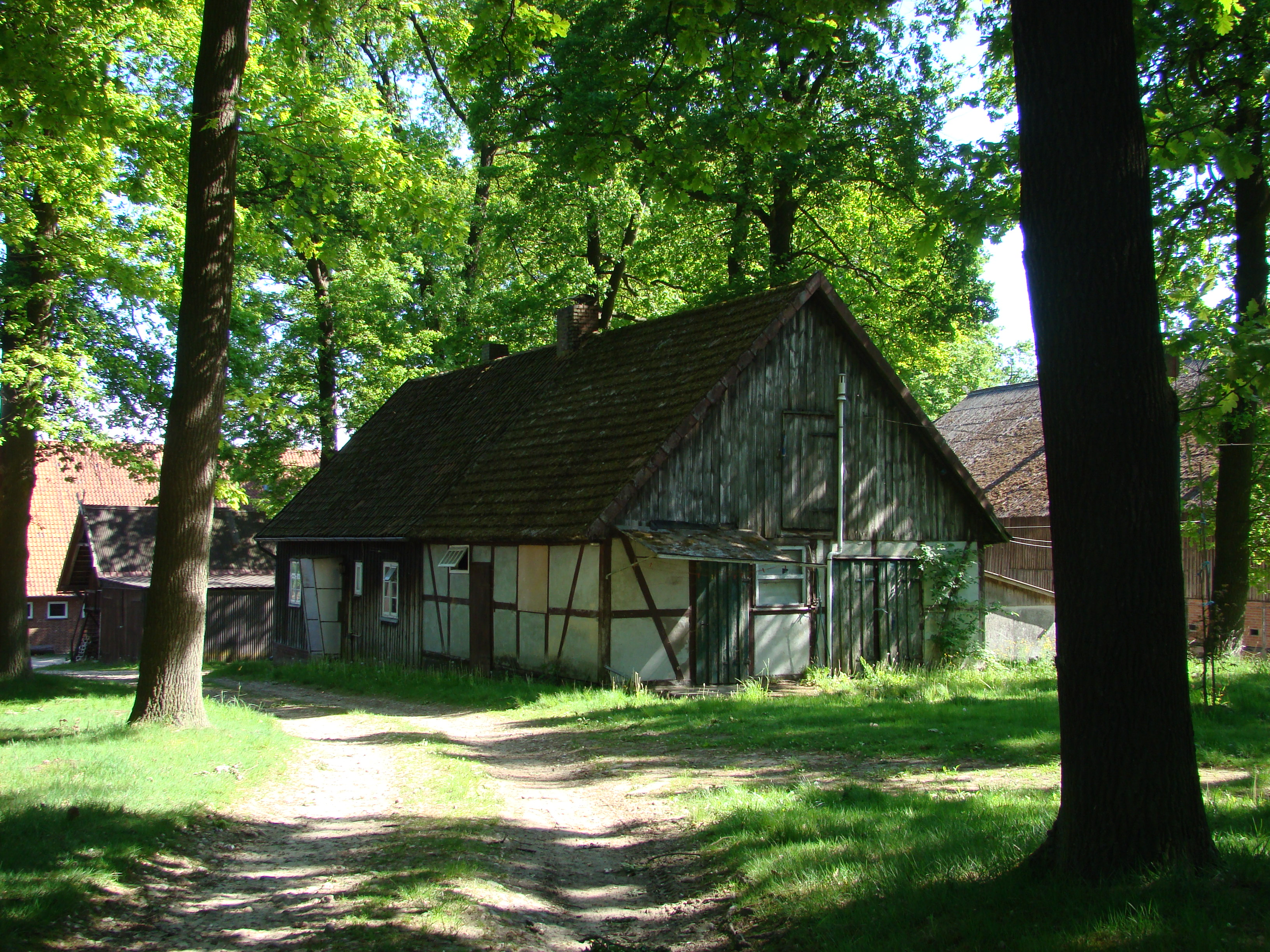
Häuslingshaus und Treppenspeicher
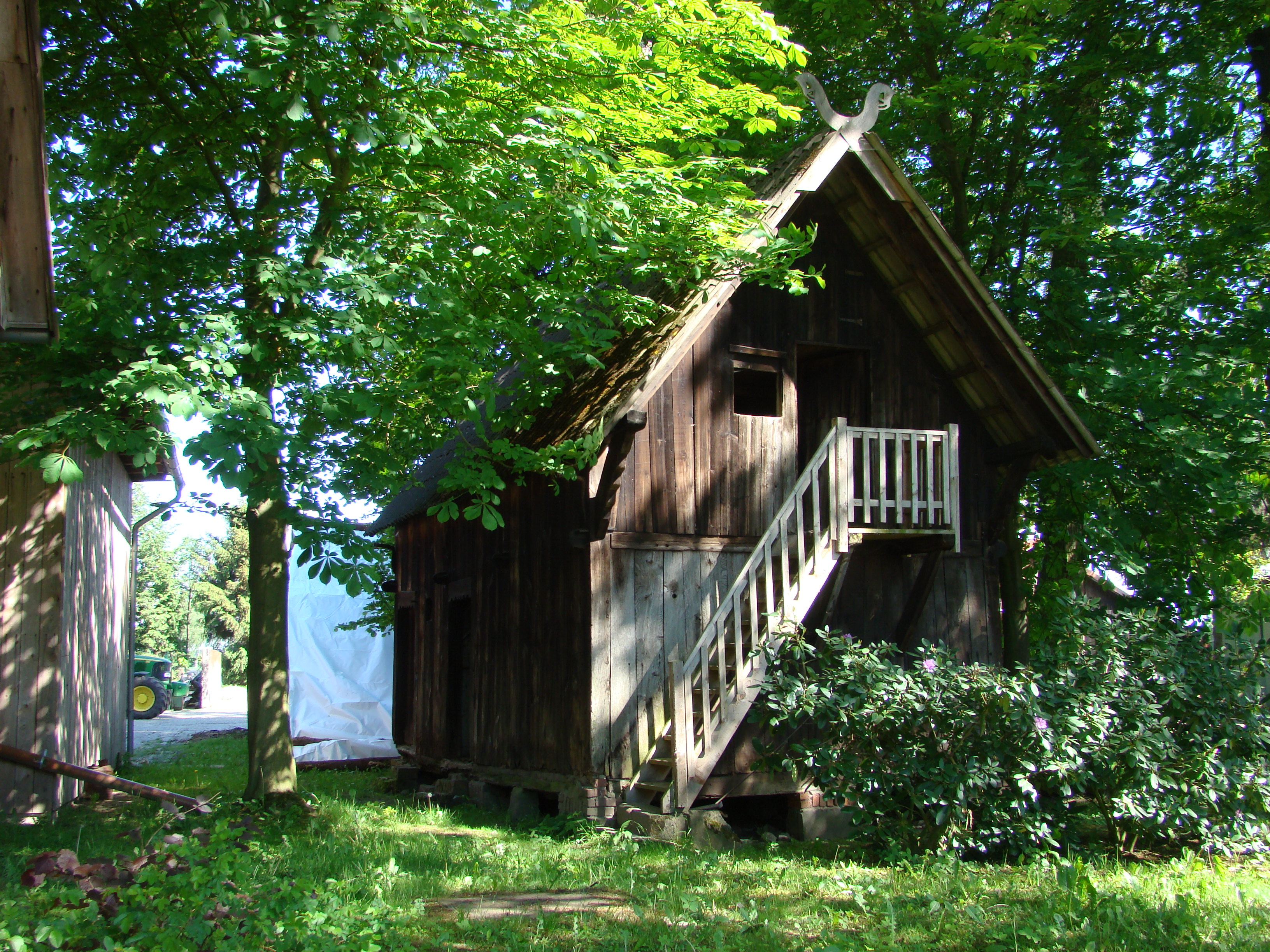
Treppenspeicher (1749)
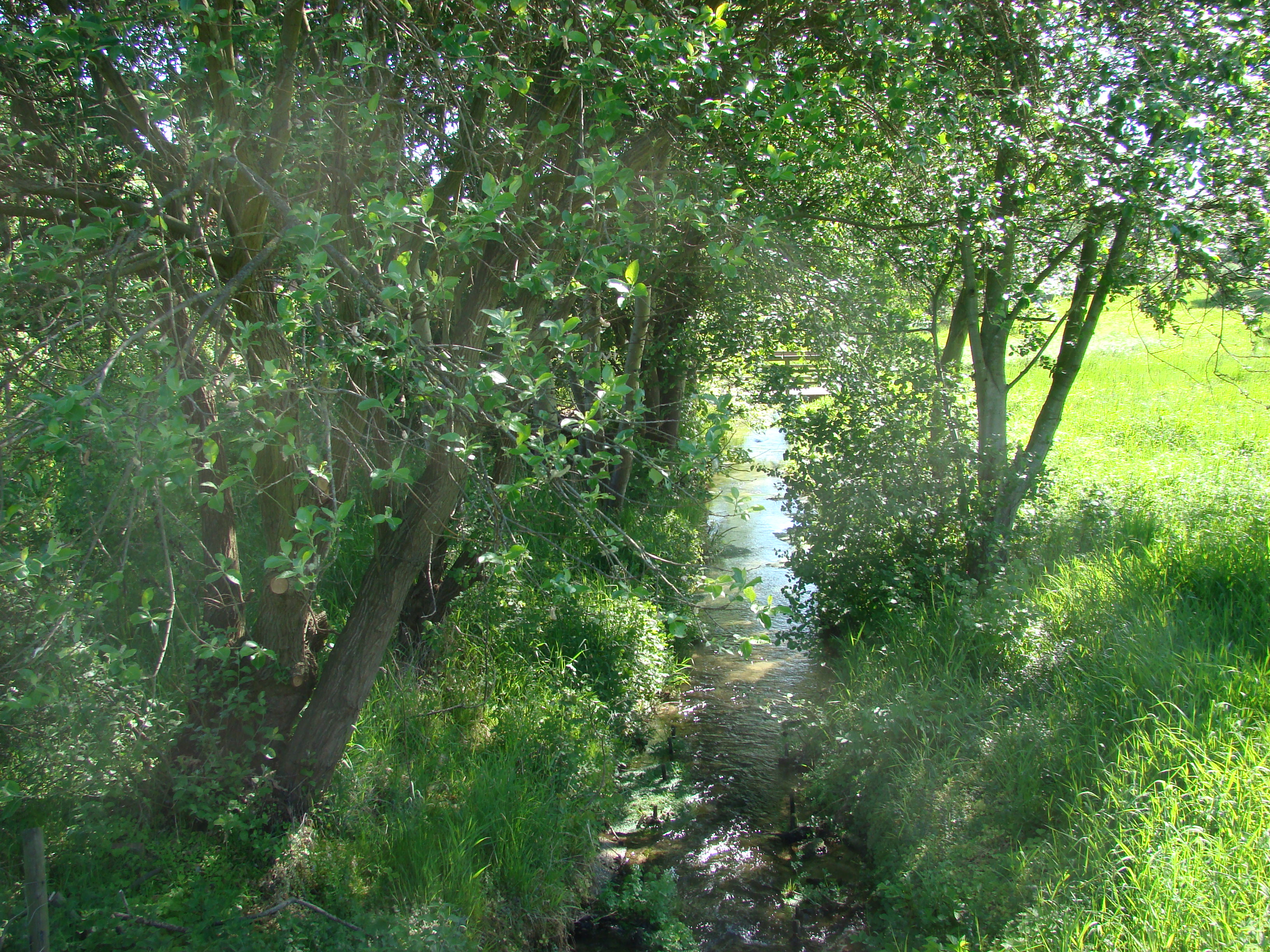
Der Hasselbach

## Baudenkmäler
- Baudenkmale in Beckedorf